# Гурток Петефі
Гурток Петефі (угор. Petőfi Kör, Petőfi-kör) — неформальне об'єднання опозиційної до режиму Ракоші молоді в Будапешті, що існувало напередодні Угорської революції 1956 року. Названий на честь поета і демократа Шандора Петефі, який загинув під час революції 1848—1849 років.

## Історія
Події середини 1950-х в СРСР — смерть Сталіна, арешт і розстріл Берії, нарешті, XX з'їзд КПРС, що розвінчав культ особи, викликали небувалий і суперечливий сплеск емоцій в Угорській Народній Республіці. Хвиля дискусій про подальшу долю Угорської Народної Республіки захопила всі верстви суспільства. Особливо активною була молодь. У 1954—1955 роках в Угорській Народній Республіці почали створюватись чисельні молодіжні гуртки альтернативні до номенклатурного угорського комуністичного аналога комсомолу Демократичного союзу молоді Угорщини. Фактично виник спонтанний демократичний студентський рух. Одним з найпотужніших його осередків став гурток Петефі.
Гурток виник як дискусійний клуб при Національному музеї в Будапешті ще у 1954 році. Його створення вважають заслугою Імре Лакатоша. Спочатку гурток називався ім'ям угорського письменника, просвітителя Дьйордя Бешеньєї. З приходом у гурток Г. Танцоша, Б.Надя, А. Б. Хегедюша в його діяльності з'явилася політична тематика, гурток отримав назву на «Гурток Петефі» на честь Шандора Петефі, який загинув під час революції 1848—1849 років. Історичні паралелі були очевидні: коли в ході революційних подій Габсбурги зазнали поразки, на виручку їм прийшли війська Російської імперії. Перебування на території Угорської Народної Республіки радянських військ розглядалося гуртківцями як образа національних почуттів угорського народу.
Дискусії в цьому клубі часто стали набувати політичного характеру. Гурток імені Петефі почав все більше і більше перетворюватися в об'єднаний форум політичної опозиції проти пануючого режиму. Гурток, який став центром опозиційних сил і в якому сходилися всі нитки невдоволення, в 1955 році під свою опіку взяв Демократичного союзу молоді (угорський комсомол). Вперше офіційно гурток засідав 25 березня 1955 вже під егідою Демократичного союзу молоді в дискусійному клубі імені Кошута. Деякі дослідники вважають, що Комуністичний союз молоді організував дискусійний форум як «запобіжний клапан» громадської думки.
Дебати в гуртку Петефі користувалися великою популярністю. На дискусію про пресу, яка проходила в Будапешті в приміщенні Будинку офіцерів 27 червня 1956, зібралося близько 7000 чоловік, так що хід дискусії довелося озвучувати через динаміки. Обговорення питання про свободу преси швидко переросло в політичні вимоги присутніх. Було підтримано вимогу про відновлення в Угорській партії трудящих Імре Надя і про повернення його до складу Політбюро партії. Після цього деякі виступаючі вимагали виведення радянських військ з Угорської Народної Республіки, звучали інші антирадянські гасла, в тому числі, із закликами до нової революції. Про ці збори
Про ці збори посол СРСР в Угорській Народній Республіці Юрій Андропов негайно доповів у Москву. 30 червня пленум ЦК Комуністичної партії Угорщини офіційно заборонив роботу гуртка. Партійців, що брали участь у протестах, виключив з партії.
Члени гуртка активно брали участь в підготовці подій жовтня 1956 року — зокрема, шляхом висунення вимог реформ. Молодь і інтелігенція вимагали відставки Ракоші і негайної «десталінізації» Угорської Народної Республіки. Гуртківці намагалися об'єднати розрізнені молодіжні організації шляхом створення політичного об'єднання «Союзу студентської молоді». У 1955—1956 гурток звернувся до Угорської партії трудящих з низкою жорстких вимог, спрямованих на зміну існуючого на той час режиму. Окремі формулювання відозви на той час вже отримали підтримку в студентському середовищі, і молодь була готова відстоювати їх будь-якими засобами.